# Barleeia alderi
Barleeia alderi är en snäckart som först beskrevs av Carpenter 1856.  Barleeia alderi ingår i släktet Barleeia och familjen Barleeiidae. Inga underarter finns listade i Catalogue of Life.